# Mercado Público de Porto Alegre
El Mercado Público de Porto Alegre es uno de los lugares históricos de Porto Alegre en Brasil. 
El mercado es público desde 1869. El horario del mercado es de 7:30 a 19:30 aunque los restaurantes están abiertos hasta las 22:00 y no abre domingos y feriados. El acceso es gratuito. Cuenta con una publicación mensual gratuita llamada Periódico del Mercado (en portugués: Jornal do Mercado), los editores son Emílio Chagas y Fabricio Scalco.)